# Audi quattro
L'Audi quattro è un'autovettura coupé prodotta dalla casa automobilistica tedesca Audi tra il 1980 ed il 1991. Come suggerito dal nome, è nota per essere stata la prima auto europea di grande serie ad adottare la trazione sulle quattro ruote.

## Storia

### Le origini dellaquattro

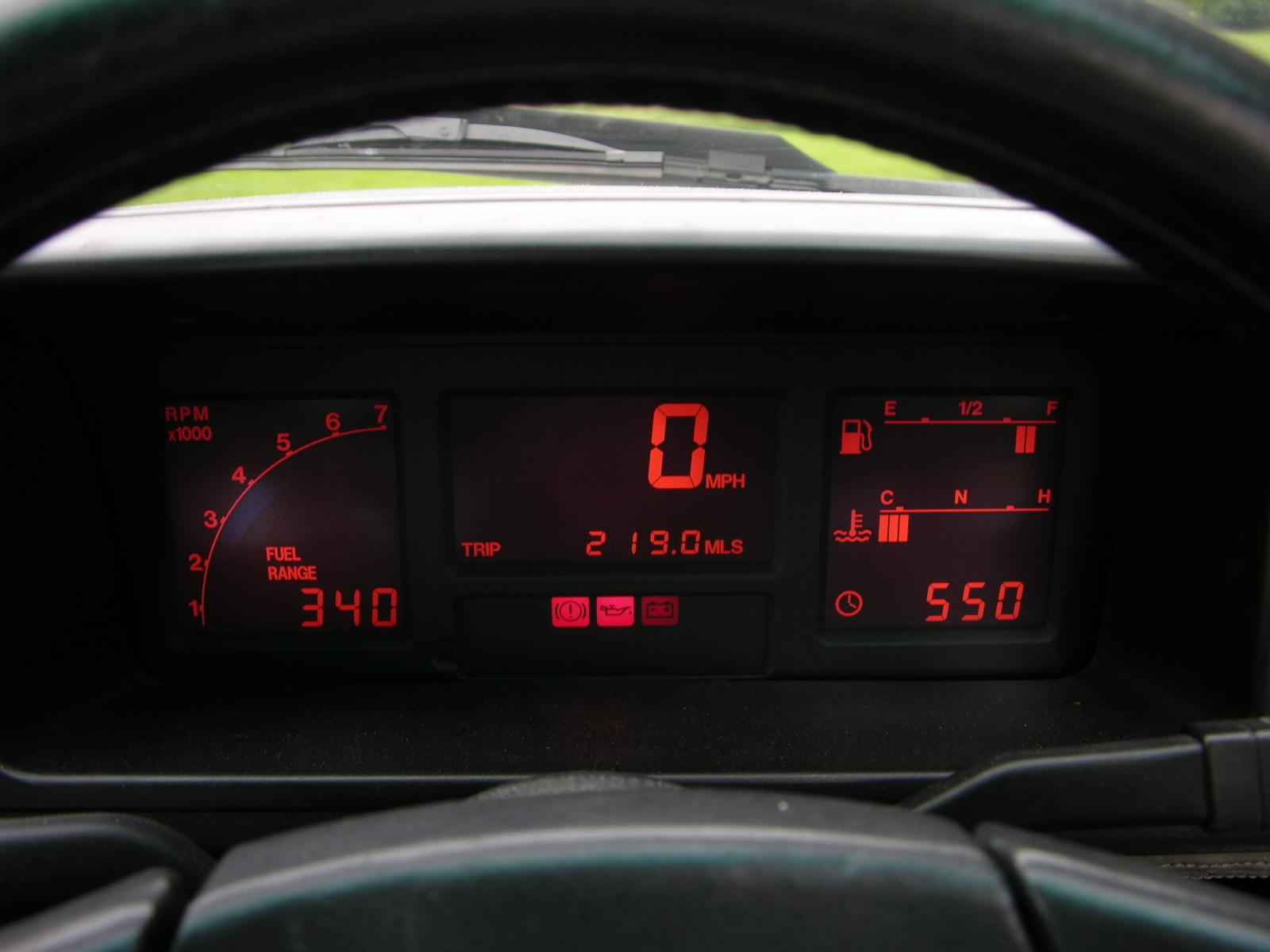
Dettaglio del moderno cruscotto acceso a cristalli liquidi di un Audi Quattro 20V del 1984

Il progetto della quattro prese le prime mosse nel febbraio del 1977, da un'iniziativa dell'allora responsabile Audi per i telai, Jörg Bensinger, il quale diventerà di lì a poco il team manager del progetto relativo alla futura sportiva a trazione integrale, ma sempre sotto la supervisione di Ferdinand Piëch, all'epoca direttore tecnico dell'Audi. Durante alcuni test svolti in Finlandia su vari modelli, Bensinger valutò che le tradizionali berline a trazione anteriore erano svantaggiate rispetto al fuoristrada Iltis (che nonostante fosse stata presentata l'anno successivo con il marchio Volkswagen era stata progettata dalla Audi). Quest'ultimo, infatti, garantiva maggiore motricità non solo in fuoristrada, dov'era più prevedibile, ma anche su strade pubbliche con scarsa aderenza, come quelle bagnate o innevate. Bensinger, che aveva in precedenza lavorato per BMW, Porsche e Mercedes, concluse che la trazione integrale poteva essere la soluzione a quelli che considerava i principali problemi che affliggevano le auto di grande potenza: scarsa maneggevolezza e trazione su superfici scivolose, eccessiva usura degli pneumatici e repentini cambiamenti di comportamento a seguito di accelerazioni e decelerazioni in curva. I problemi evidenziati da Bensinger potevano tradursi anche in un inferiore livello di sicurezza su strada, specie per quanto riguardava le vetture più prestazionali. In definitiva, anche se Piëch viene oggigiorno considerato come il "padre" dell'Audi Quattro, gran parte della paternità va effettivamente riconosciuta a Bensinger, che sollevò il problema della sicurezza su strada e dell'ottimizzazione della motricità, sottoponendolo all'attenzione del consiglio di amministrazione dell'Audi, oltre a svilupparlo concretamente in seguito.
Non si trattava precisamente di un'idea nuova: precedentemente altri modelli, come la Jensen Interceptor FF del 1968 e la Subaru Leone AWD del 1972 avevano caratteristiche simili, ma se la prima era un'auto poco più che artigianale, la seconda era un prodotto giapponese di scarsa diffusione, per cui la trazione integrale su larga scala era in Europa ancora sconosciuta. Oltre alla prospettiva di rafforzare il profilo tecnico di Audi rispetto ai maggiori concorrenti europei, a giocare un ruolo decisivo nello sviluppo del progetto fu anche la decisione della FIA di ammettere, a partire dal 1979, le auto a trazione integrale al campionato del mondo Rally. 

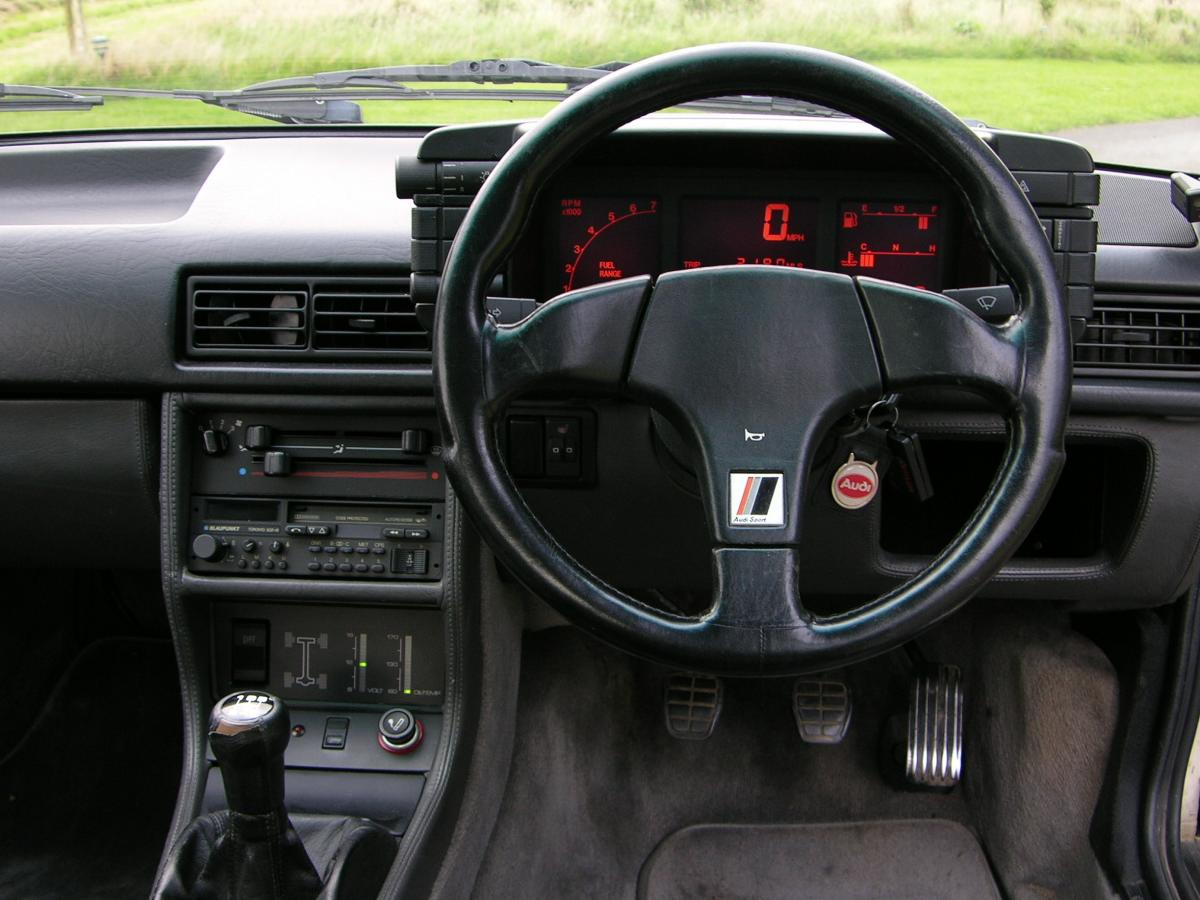
Posto guida di una Audi Quattro 20V

Inizialmente Bensinger intendeva installare un sistema a quattro ruote motrici su una vettura esistente, ma l'ingegner Ferdinand Piëch, membro del consiglio di amministrazione e responsabile del reparto sviluppo e ricerca, propose di progettare un'auto del tutto nuova per promuovere l'iniziativa. Nel settembre del 1977 venne quindi avviato il progetto EA 262 che prevedeva, trainato dal auspicato successo della quattro, la produzione di massa di automobili a trazione integrale su larga scala. Una delle difficoltà maggiori nello sviluppo di un progetto così innovativo in quegli anni, fu imposta proprio dal direttivo della Casa dei quattro anelli, che limitò enormemente il budget disponibile. Per questo, si cercò di attingere il più possibile da quanto già disponibile. Nel corso di quello stesso 1977, ed in accordo con Walter Treser, responsabile del settore Sviluppo Avanzato (veicoli speciali), Bensinger realizzò il primo prototipo, denominato A1 quattro 80, in pratica un'Audi 80 seconda generazione, sulla quale venne installata proprio la trasmissione della Iltis, senza differenziale centrale, mentre le sospensioni furono derivate da quelle dell'Audi 200, con retrotreno identico all'avantreno ma ruotato di 180° per permettere l'interfacciamento fra differenziale ed albero di trasmissione. Già la soluzione dell'avantreno ruotato e montato posteriormente fu sintomatica di quanto ridotto fosse il budget messo a disposizione dall'Audi. Il motore di questo prototipo venne comunque dotato di turbocompressore per avvicinarsi di più a quello che avrebbe dovuto essere il progetto definitivo. In seguito a diversi test su strade di montagna condotti in Austria tra la fine del 1977 l'inizio del 1978, la realizzazione si rivelò comunque inadeguata a trasmettere potenze elevate alle ruote e tecnicamente poco sofisticata. Senza contare il frequente verificarsi di vibrazioni dovute alla grezza natura del tipo di trasmissione utilizzato, più consona ad un fuoristrada duro e puro che non ad una granturismo ad altre prestazioni. Inoltre l'assenza di un differenziale centrale rendeva scomodo l'utilizzo della vettura sui fondi difficili ed in particolare nella manovre in spazi stretti. Furono allora incaricati gli ingegneri Hans Nedvidek e Franz Tengler di realizzare una trasmissione il più possibile compatta, leggera e raffinata idonea ad equipaggiare un'automobile sportiva. L'idea generale non fu comunque solo quella di produrre una vettura sportiva, ma di impiegarla anche in ambito sportivo per dimostrare la validità delle teorie di Bensinger. Per questo, si stabilì inizialmente che la vettura avrebbe dovuto essere prodotta in 400 esemplari, almeno per ottenere l'omologazione nel gruppo 4 e per poterla impiegare nel Mondiale Rally. Non mancarono i dubbi, addirittura relativi alla vendibilità della vettura seppur solo in quel numero esiguo di unità prodotte, ma alla fine si decise di far proseguire il progetto. Nei primi mesi del 1978, dopo il test austriaco, si procedette quindi alla riprogettazione di un nuovo sistema di trazione integrale permanente, ivi compreso un differenziale centrale progettato e costruito ex-novo. Il prototipo così equipaggiato, ancora con carrozzeria mutuata dalla contemporanea Audi 80, fu testato nell'aprile 1978 sulla pista di Hockenheim con un motore da 160 CV e messo a confronto con una allora nuovissima Porsche 928, spinta invece da un motore V8 da 240 CV. I risultati furono entusiasmanti, visto che il prototipo riuscì a far registrare un tempo sul giro solo di poco inferiore a quello della coupé di Zuffenhausen. Meno confortanti i risultati ottenuti con un secondo prototipo, equipaggiato con un motore da 170 CV, ma modificato in maniera tale da raggiungere per brevi periodi una potenza massima di 286 CV. Ebbene, questo motore, portato a tale livello di potenza si incendiò, fatto che pose il problema di come annullare questi rischi quando la vettura veniva "spremuta" a fondo. La soluzione a tale problema si ebbe nel montaggio di un intercooler in maniera tale da raffreddare il turbocompressore ed impedire così l'innescarsi di incendi anche a potenze ben superiori. Un terzo test su fondo erboso ripido e sdrucciolevole si concluse ancora una volta con risultati incoraggianti, fatto che convinse la dirigenza Audi a far proseguire il progetto. 

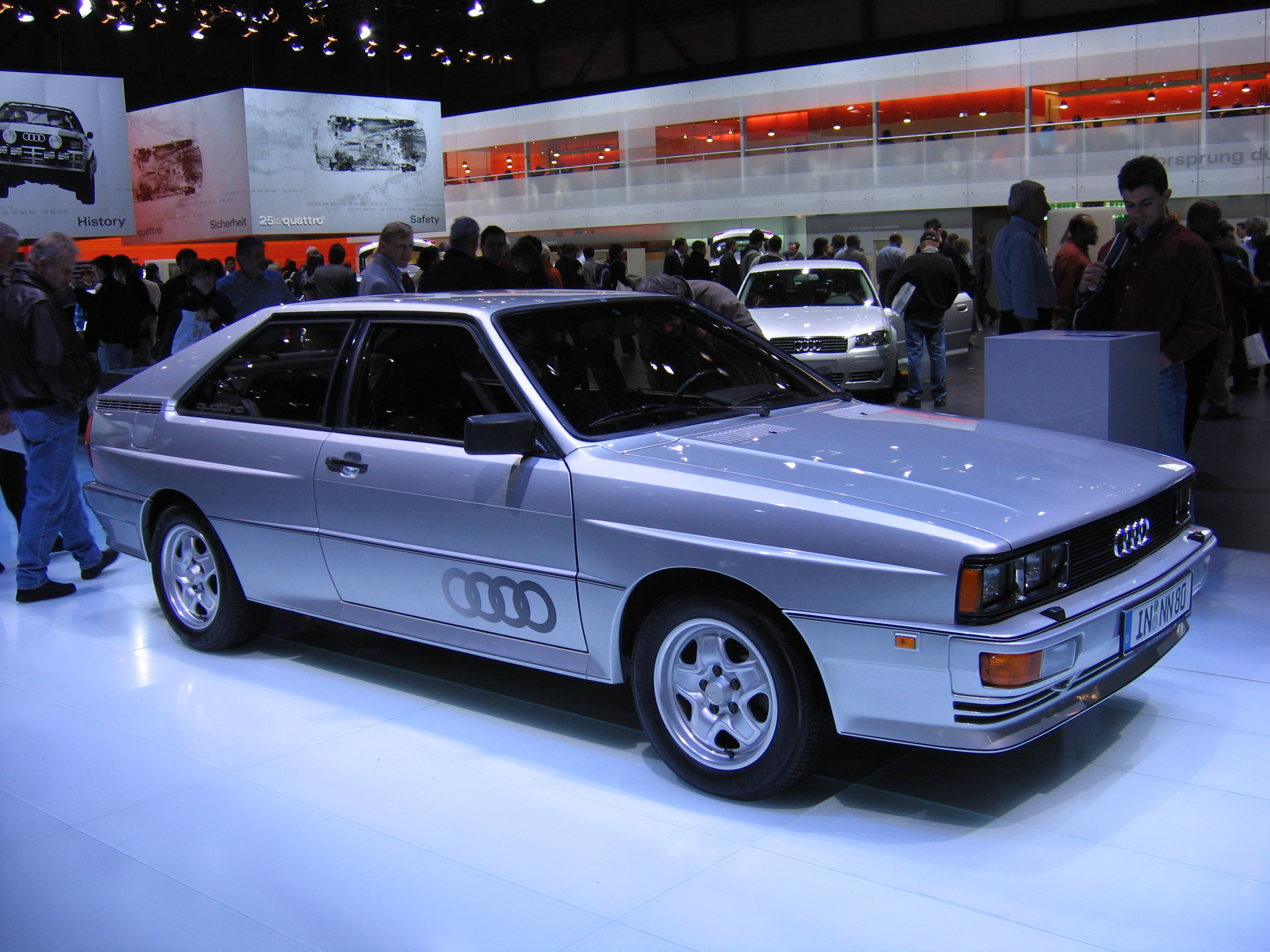
Audi quattro prima serie del 1981

Restò a quel punto il problema di come rendere più leggero e compatto l'intero sistema di trazione integrale, una volta appurata la validità del differenziale centrale su una vettura ad alte prestazioni. Mentre il differenziale centrale fu derivato nientemeno che dalla piccola Audi 50 (alcune fonti sostengono che esso derivi ancora dall'Audi 80, ma analisi più accurate sembrano invece attribuire la provenienza del differenziale dalla piccola Audi), l'ingegner Nedvedek ricorse ad una soluzione tanto ingegnosa quanto complessa per permettere la realizzazione di un sistema di trazione integrale compatta e leggera, soluzione che viene meglio illustrata nel paragrafo seguente. Con l'intero gruppo motopropulsore e la meccanica quasi definitivi si arrivò all'autunno del 1979, quando si rese necessaria un'ulteriore sessione di collaudi per un nuovo prototipo, che ancora montava la carrozzeria dell'Audi 80. Tester d'eccezione fu il pilota di rally finlandese Hannu Mikkola, un veterano già con brillanti esperienze sportive (Ford, Peugeot e Toyota figurano nel suo curriculum). Non solo Mikkola fu entusiasta del comportamento del prototipo, ma anzi, disdisse il suo contratto di pilota con la Ford e firmò invece per l'Audi già dal 1980. 
Intanto stavano prendendo forma anche le linee definitive della vettura, che per ragioni di budget si preferì derivare direttamente dall'Audi Coupé, anch'essa in procinto di essere immessa sul mercato. Invece, a soli tre mesi dalla presentazione, prevista per il mese di marzo del 1980 al Salone di Ginevra, non fu ancora definita la denominazione ufficiale. Fu ancora Walter Treser a suggerire la parola "quattro" come denominazione che potesse sottolineare i sofisticati contenuti tecnici della vettura. Al quartier generale della Volkswagen gli strateghi di marketing proposero invece "Carat" come denominazione commerciale, una parola che voleva essere l'acronimo di "Coupé-All-Rad-Antrieb-Turbo" (Coupé turbo a trazione integrale), ma Treser fece loro notare come Carat fosse anche la marca di un profumo, fatto che avrebbe finito per sminuire l'immagine della vettura, oltre a comportare ovvi problemi relativi al copyright. Si stabilì quindi quattro (scritto con l'iniziale minuscola) come denominazione definitiva per la vettura.

### Debutto commerciale
La quattro fu presentata al salone di Ginevra del 1980 e si rivelò la reginetta della manifestazione elvetica, calamitando su di sé l'attenzione del pubblico. Naturalmente anche la stampa si gettò a capofitto nello stand Audi, ma alla fine solo un ristretto numero di giornalisti riuscì a provare in anteprima la nuova nata di casa Audi. In tutto, fra vetture destinate allo stand e vetture destinate alla stampa, furono solo ventiquattro gli esemplari di preserie prodotti e questa fu la principale ragione per cui solo pochi giornalisti riuscirono a testare la vettura al suo debutto.

### Lo stile

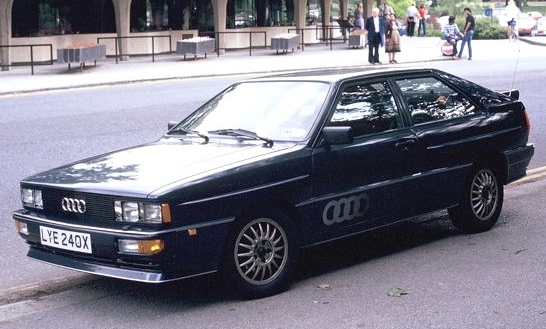
Una delle prime Audi quattro, note anche come ur-quattro

Lo stile dell'Audi quattro si rifaceva strettamente a quello dell'Audi Coupé disegnata da Giugiaro poco tempo prima. Ma stavolta, a mettere mano alle linee della vettura fu l'inglese Martin Smith che arrivò all'Audi nel febbraio del 1977, proprio mentre Bensinger e Piëch ebbero il loro primo colloquio a proposito della futura Audi quattro. Anche qui, si concesse a Smith un budget ridotto, a fronte del quale Piëch volle delle linee che esaltassero soprattutto il lato tecnico della vettura. Per questo motivo, le linee della quattro non si discostarono moltissimo da quelle della Coupé, pur essendo quest'ultima molto meno aggressiva nella vista d'insieme e pur essendo la quattro immediatamente riconoscibile dalla sua "sorella minore". Per questo, non cambiò di molto neppure il Cx, sceso da 0,45 a 0,43. Fondamentalmente vennero allargati i passaruota, non tanto per un vezzo estetico fine a sé stesso, quanto per la necessità di contenere le ruote all'interno della carrozzeria, dal momento che l'impiego dei lunghi assali di derivazione Audi 200 le avrebbe altrimenti fatte sporgere di molto dalla linea dei parafanghi. Questo fu il principale aggiornamento che conferì al corpo vettura un aspetto molto più aggressivo rispetto a quello della Coupé, che finì per esaltarne l'aspetto tecnico e per differenziare nettamente la quattro dalle normali Coupé a trazione anteriore. Vennero ridisegnati anche i paraurti, con la differenza che in questo caso essi vennero realizzati in poliuretano e resi più aggressivi e grintosi. Sempre in poliuretano fu anche l'inedito spoiler posteriore sopra il lunotto. 
All'interno erano stati installati sedili sportivi dai rivestimenti piuttosto vistosi, ma la plancia era identica a quella della 80. La strumentazione di bordo non era molto completa, mancando addirittura il termometro dell'acqua, una lacuna piuttosto pesante anche in quegli anni per una sportiva di alto livello. Le prime quattro furono caratterizzate anche da un insieme di levette poste vicino al freno a mano e che servivano ad attuare il blocco dei differenziali centrale e posteriore. 

### La tecnica

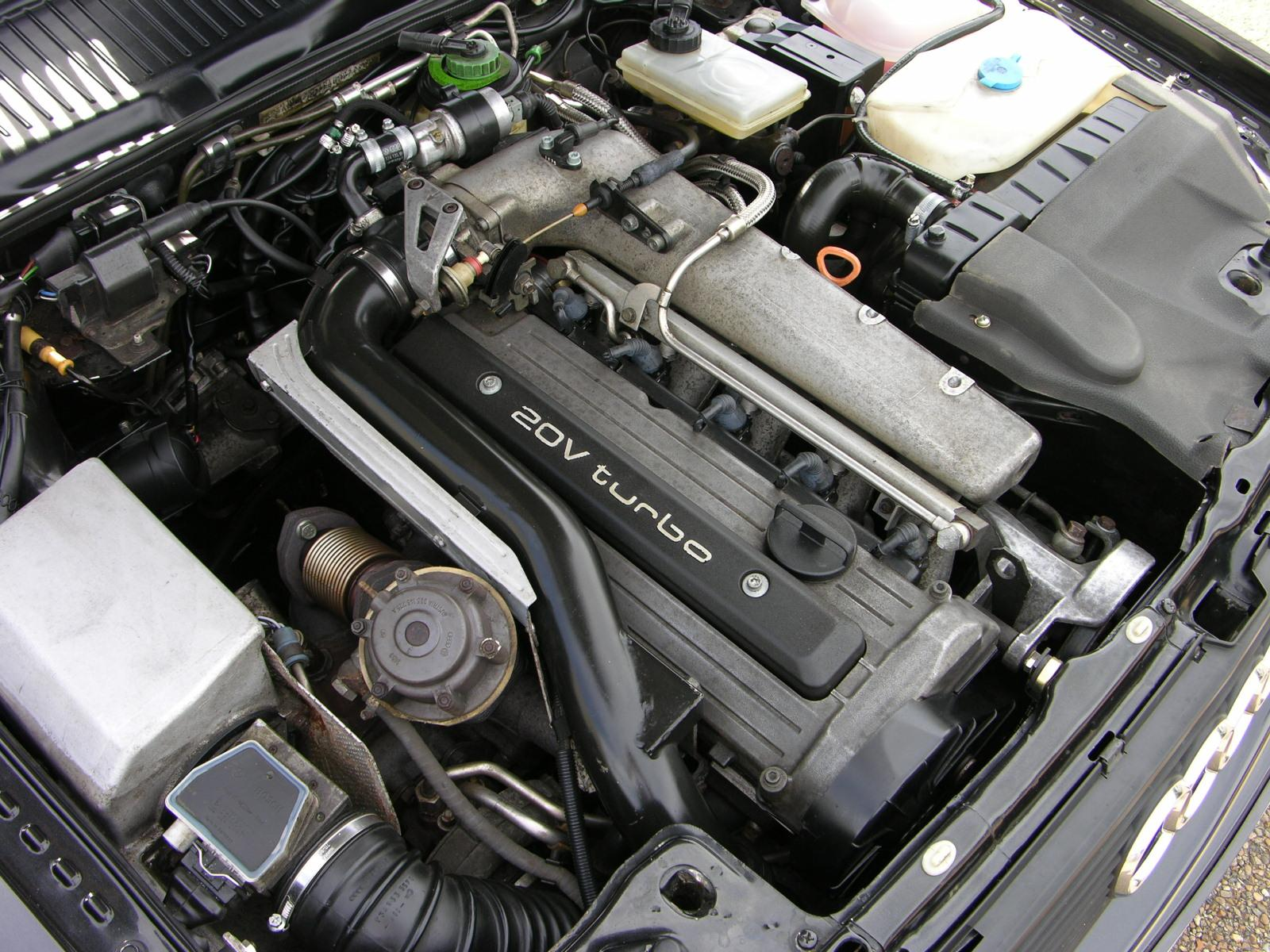
Motore 5 cilindri di una Audi Quattro 20V del 1990

Le scocche della Coupé GT venivano trasferite alla Baur di Stoccarda, che si occupava di modificare il pianale per creare l'alloggiamento per la trasmissione posteriore, quindi l'auto veniva trasferita a Ingolstadt per essere completata, all'interno del capannone n. 2 destinato all'allestimento dei modelli unici. Anche le sospensioni, indipendenti sulle quattro ruote, adottavano principalmente componenti mutuati da altri modelli Audi già in produzione, in particolare dall'ammiraglia 200 (semiassi e molle) e dalla media 80 (sterzo a cremagliera e telaietti ausiliari). Lo schema fu di tipo MacPherson su entrambi gli assi e, come si è già detto, entrambi gli assi corrispondevano quasi completamente ad un avantreno di origine Audi 200, di cui uno (quello destinato al retrotreno della quattro) fu ruotato di 180°. Quanto al motore, la scelta ricadde su quello più potente allora disponibile, un 5 cilindri in linea di 2144 cm³ che già equipaggiava l'ammiraglia della gamma, la Audi 200. Tale unità, un monoblocco in ghisa con testate in lega leggera e distribuzione SOHC, disponeva di iniezione meccanica Bosch K-Jetronic ed era sovralimentata con turbocompressore KKK-k26, ma con in più il montaggio di un intercooler aria/aria, cosa che permise di elevare la potenza dai 170 CV originari fino a 200. L'impianto frenante era a 4 dischi, dei quali quelli anteriori erano autoventilanti. 

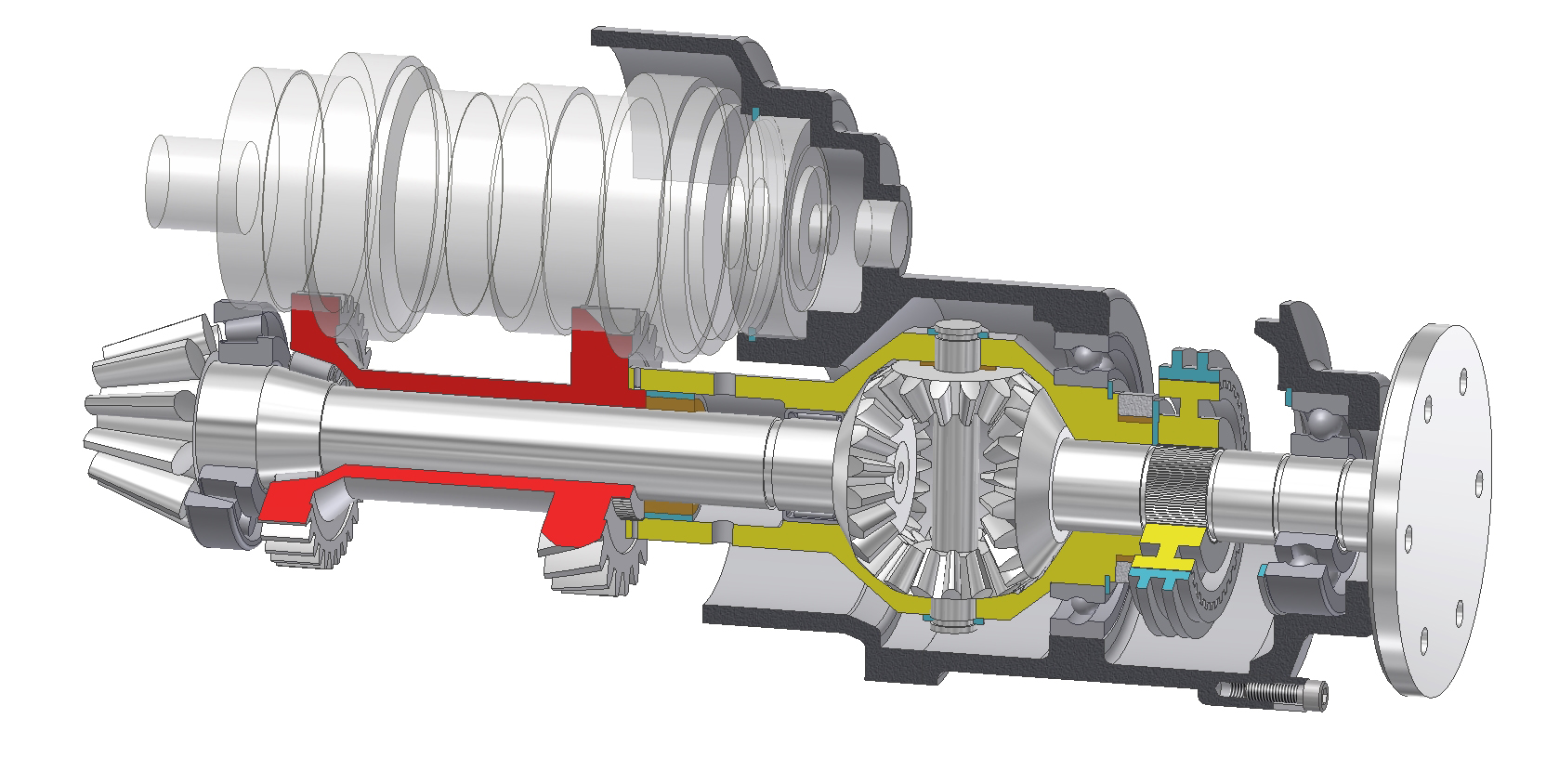
Spaccato del differenziale centrale della quattro

L'aspetto più interessante naturalmente era la trazione integrale permanente con tre differenziali. Il motore era montato longitudinalmente davanti l'assale anteriore ed il cambio manuale a 5 marce dietro di esso, come nelle convenzionali auto a trazione posteriore. Da qui la potenza veniva trasmessa ad un albero cavo lungo circa 26 cm fino al differenziale centrale che la distribuiva ai due assali, posteriormente all'uscita della scatola ed anteriormente attraverso un albero coassiale a quello secondario ed alloggiato dentro di esso. La complessa soluzione permetteva di ridurre gli ingombri, inserendo cambio e due differenziali all'interno di un unico gruppo. La trasmissione del moto al differenziale posteriore avveniva tramite un albero in due pezzi, unito da un giunto cardanico e collegato a entrambi i differenziali da giunti omocinetici. Il differenziale centrale ripartiva la coppia in egual misura (50/50) fra i due assali. Il differenziale anteriore era sempre libero mentre gli altri due erano bloccabili separatamente tramite comandi sulla console. Tali comandi erano inizialmente dei semplici cavi azionati da leve poste ai lati del cambio a cloche.

## Evoluzione

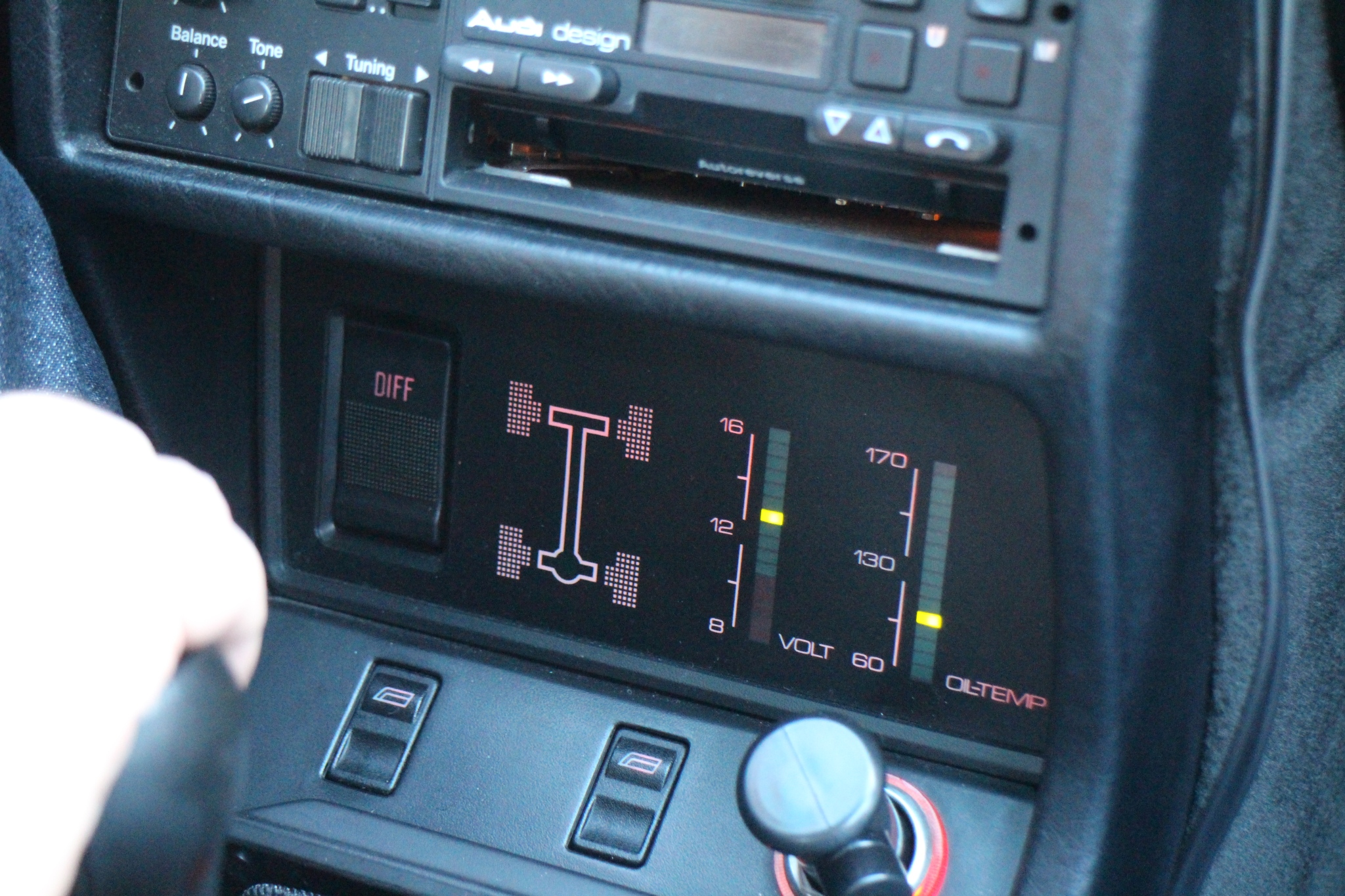
Display per la gestione del sistema di trazione integrale Quattro

Nonostante si trattasse di un modello di costruzione quasi artigianale ed un prezzo che sfiorava i 50.000 marchi, nei primi due anni ne furono realizzate quasi duemila, a fronte dei 400 esemplari inizialmente preventivati. Ciò pose le basi per proseguire con la commercializzazione della vettura. L'Audi quattro divenne così rapidamente uno status-symbol alternativo alle solite supercar o alle berline di lusso dell'epoca. Oltre al successo di vendite, la produzione venne impostata fin da subito a circa dieci vetture al giorno per poter procedere più rapidamente all'omologazione nel gruppo 4 del mondiale rally.
La carriera commerciale dell'Audi quattro si articolò in tre serie fondamentali, in cui la vettura fu identificata dagli addetti ai lavori mediante tre sigle: WR, MB ed RR.

### La SerieWR(1981-1987)

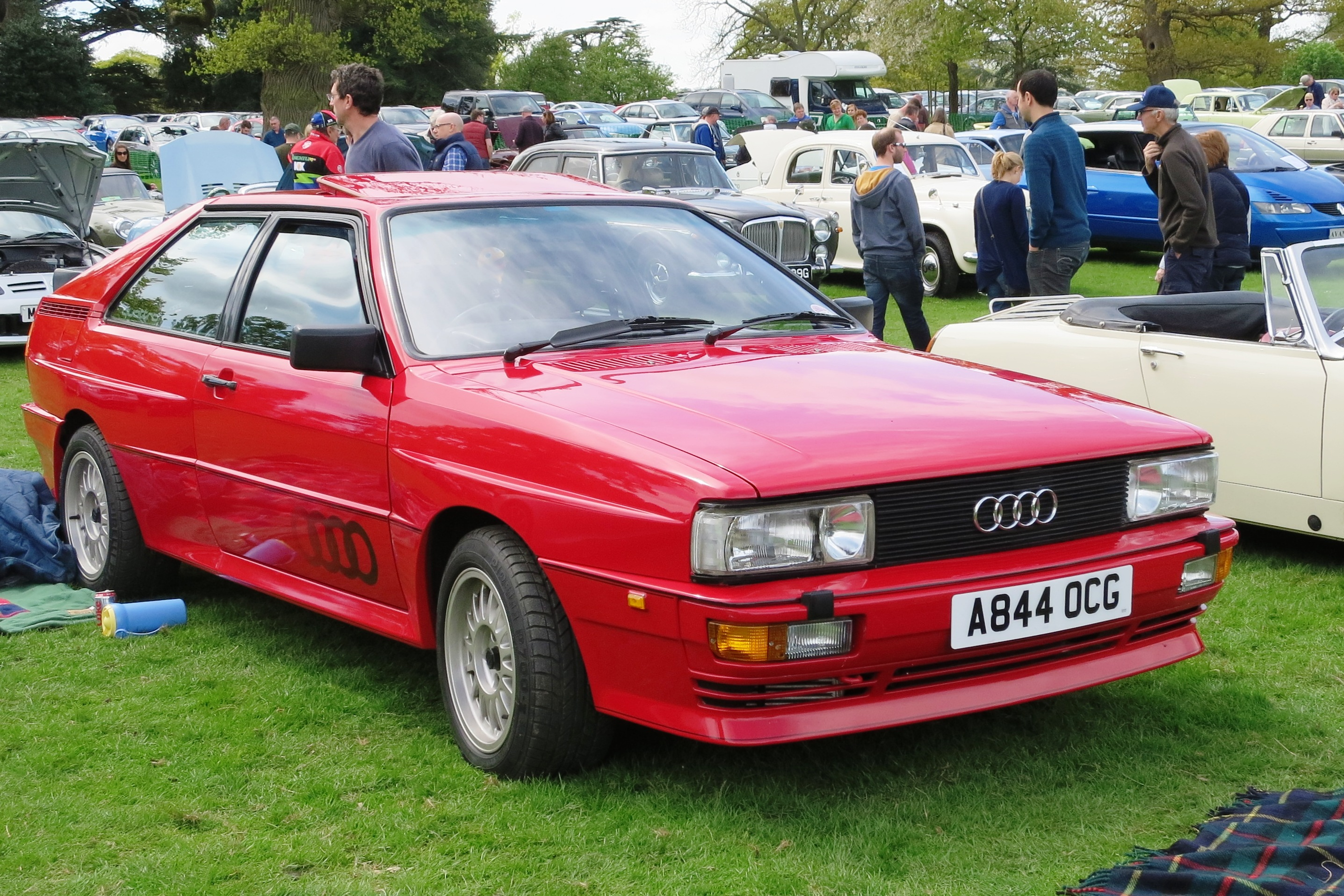
Un'Audi quattro della serie WR II

Le prime Audi quattro presero la sigla interna di WR: la serie WR viene a sua volta suddivisa in tre fasi. La prima fase, nota semplicemente come WR, era riconoscibile esteticamente per il frontale a fari sdoppiati ripreso da quello della 200 e fu anche quella dotata delle già citate levette di controllo dei differenziali, un sistema grezzo e rumoroso che finì per essere sostituito rapidamente da servocomandi a depressione con tasti di bloccaggio in controfase e commutatori. Il passaggio dall'uno all'altro sistema di controllo dei differenziali avvenne nell'aprile del 1981 e venne incluso ancora nella primissima serie WR. 
La seconda fase di questa prima serie WR fu siglata WR II e comparve nell'agosto del 1982. La vettura si distingueva dalla precedente serie WR per il frontale a fari integrali di forma rettangolare, dal disegno simile a quelli montati sulle contemporanee Audi 90. Nell'abitacolo, la strumentazione divenne elettroluminescente, mentre la strumentazione piuttosto spartana fino a quel momento montata venne sostituita con una molto più lussuosa dotata di un avveniristico cruscotto digitale parlante con computer di bordo. Nel dicembre del 1983 venne rivisitato il cruscotto, ora dotato di interruttori supplementari sui lati, e i sedili che furono rivestiti in tweed con inserti in pelle. Per quanto riguardava la meccanica venne rivista la rapportatura del cambio, che a questo punto incluse una terza ed una quarta marcia più corte, mentre venne rivisto il comparto sospensioni, con nuovi trapezi e geometrie rivisitate al retrotreno. Vennero anche montati pneumatici maggiorati, con battistrada passato da 205 a 215 mm di larghezza. L'ABS, fino a quel momento optional, divenne di serie.

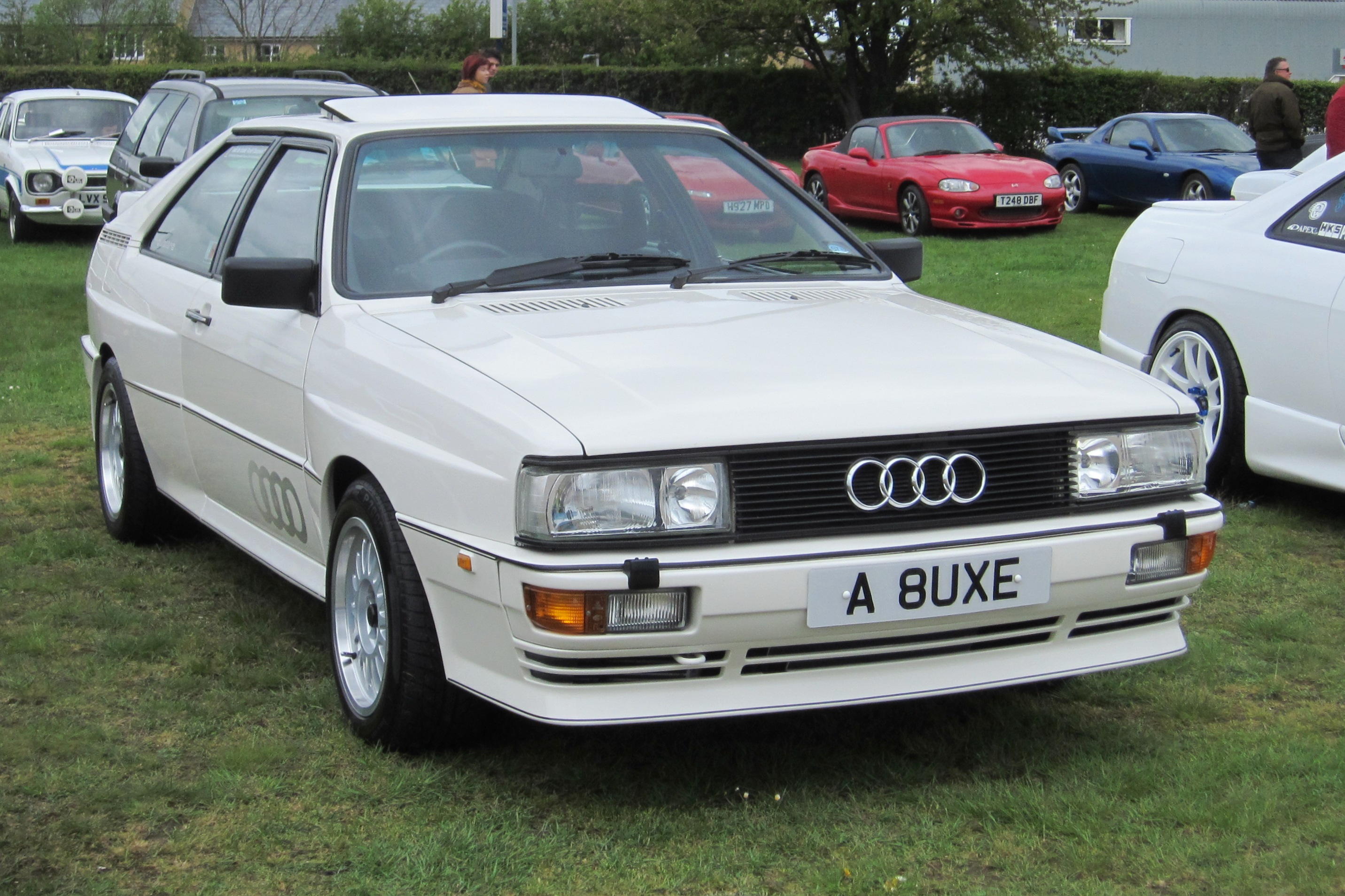
Audi quattro WR III

Nell'agosto del 1984 fu introdotta la WR III: il frontale venne leggermente rivisitato, con nuovi fari integrali leggermente più inclinati e con un logo anteriore più grande. Inoltre i fari posteriori divennero bruniti e lo spoiler posteriore divenne in tinta con la carrozzeria. Internamente vi fu l'arrivo di una nuova strumentazione di colore verde e che integrava il termometro olio e il voltmetro, entrambi del tipo a led. Questa serie rimase in listino per circa tre anni.

### La serie MB (1987-1989)

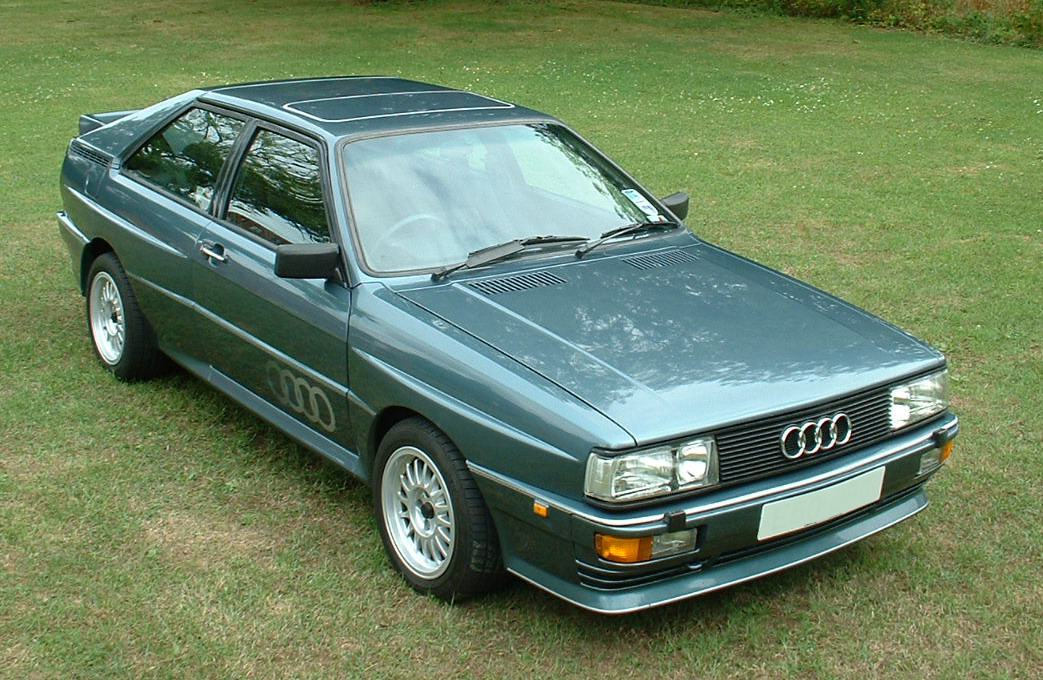
Una quattro della serie MB

Nel 1987 la cilindrata del motore aumentò leggermente passando da 2144 a 2226 cm³. Il motore fu dotato di una nuova testata, di nuovi iniettori, di punterie idrauliche al posto di quelle meccaniche, rapporto di compressione più alto, sensore del battito in testa, dispositivo cut-off, turbocompressore raffreddato a liquido. La potenza rimase invariata ma la coppia massima veniva raggiunta a regime inferiore (270 Nm a 3000 giri/minuto anziché 3500). Per contro vi fu un leggero miglioramento nei consumi. L'innovazione più importante fu tuttavia la sostituzione del complesso differenziale centrale con un differenziale autobloccante Torsen che distribuiva automaticamente la coppia all'assale con maggiore trazione, fino ad un massimo del 75 %. Esternamente comparvero le scritte identificative in coda: la scritta quattro a destra, il logo al centro e la scritta del costruttore sulla sinistra. Nell'abitacolo, il cruscotto divenne retroilluminato in rosso e con tecnologia a cristalli liquidi, mentre scomparve il manometro del turbo (sostituito da indicatori luminosi) e il computer di bordo perse la funzione vocale. Inoltre il sedile anteriore passeggero divenne regolabile in altezza.
Nella metà del 1988 la quattro scomparve dai listini europei per circa un anno, quando riapparve in una nuova edizione l'anno seguente.

### La serieRR(1989-1991)

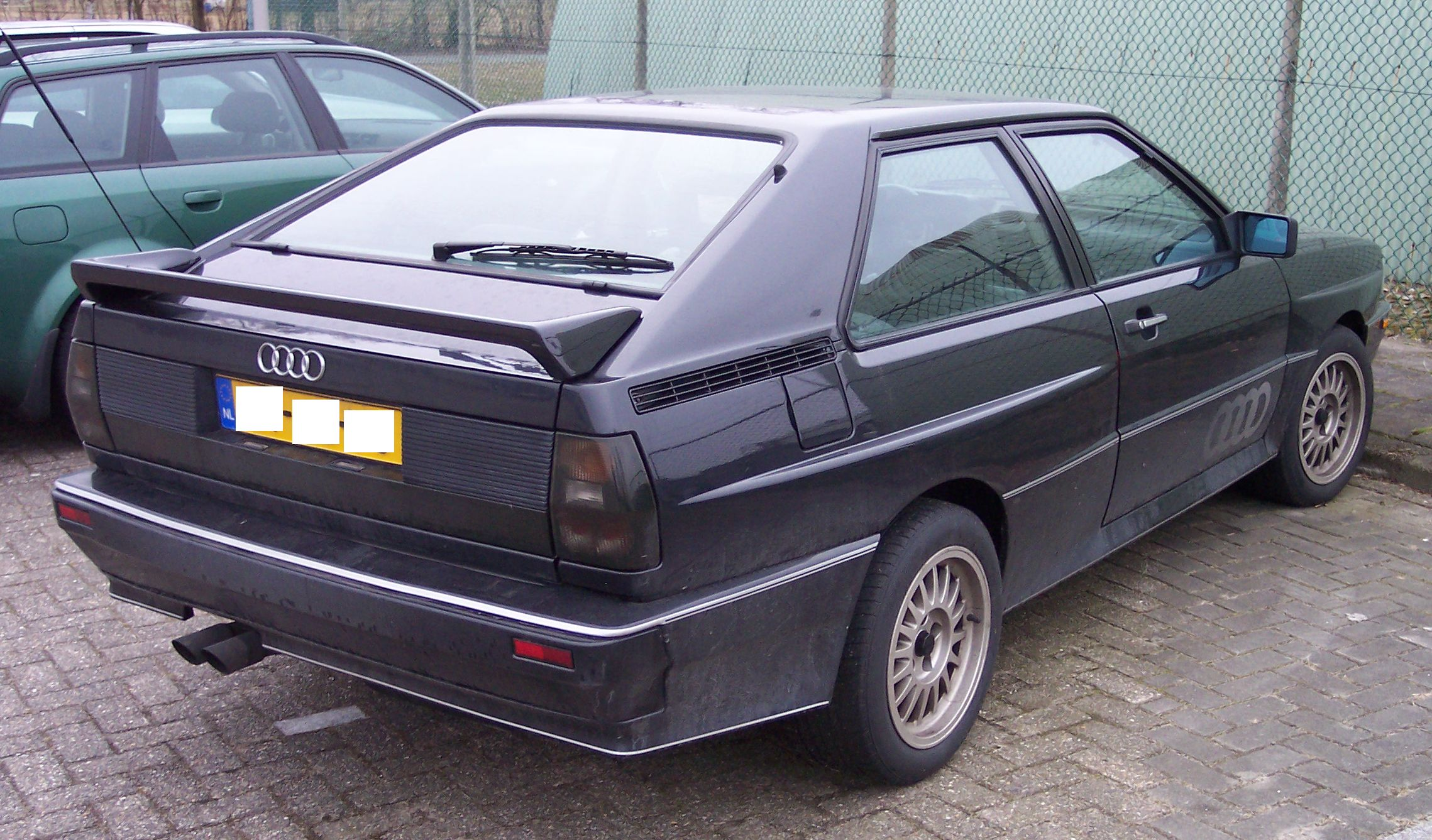
Un'Audi quattro della serie RR

Tale edizione fu indicata con la sigla RR, venne introdotta appunto nel 1989 e fu caratterizzata ancora una volta da novità in ambito tecnico: il motore da 2226 cm³ ad iniezione elettronica fu dotato di una inedita testata a 4 valvole per cilindro, per un totale di 20 valvole. Il motore fu inoltre dotato di doppio catalizzatore, di un intercooler maggiorato e in tale configurazione fu in grado di erogare 220 cavalli a 5900 giri/minuto. Internamente vi fu l'arrivo di nuovi rivestimenti in tessuto jacquard e di un nuovo volante a tre razze, mentre esternamente la vettura si riconosceva dalle serie precedenti unicamente per lo scarico a due terminali e, sempre in coda, per l'eliminazione della scritte identificative.

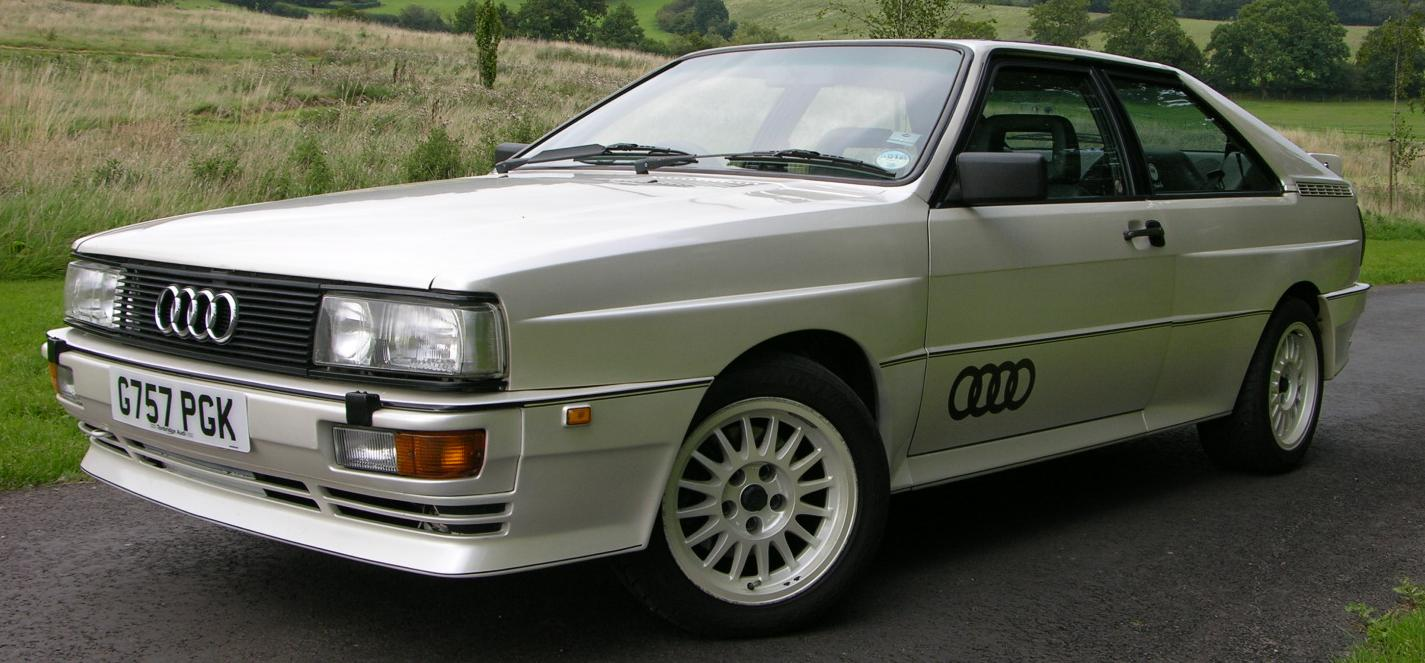
Audi Quattro 20V "RR"

La quattro uscì di produzione nel 1991. In totale ne furono costruite 11.452. Non essendo mai cambiato il nome commerciale dell'auto (salvo per la 20v), le varie versioni vengono abitualmente distinte usando il codice del motore: WR per quella originale, MB per il motore 2.226 cm³ ed RR per il venti valvole. Soltanto per i mercati nordamericano, svizzero e giapponese il motore 2144 fu prodotto in una versione depotenziata a 160 CV (codice WX) per adeguarlo a più stringenti norme anti-inquinamento.

## Il nome che divenne un marchio

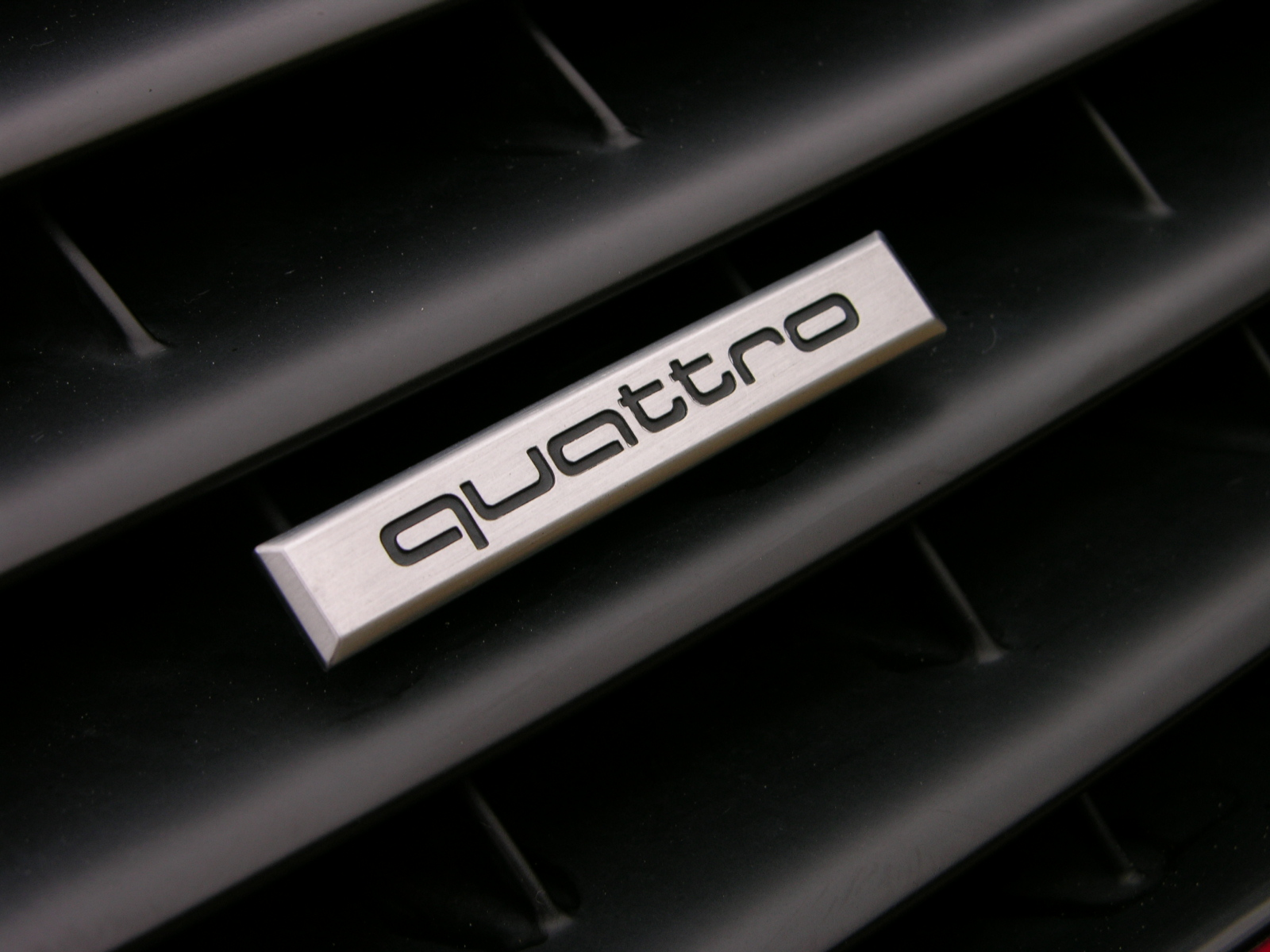
Logo Quattro

Internamente designata come Typ 85 (codice di produzione che condivise con la versione coupé della Audi 80), la nuova vettura fu battezzata con un nome commerciale che richiamasse immediatamente la principale caratteristica dell'auto, ovvero le quattro ruote motrici. La dirigenza Volkswagen propose il nome Carat (acronimo, in tedesco, di coupé a trazione integrale con motore turbo), ma Walter Treser obiettò che esisteva già un profumo femminile con quel nome. Fu lo stesso Treser a suggerire il nome quattro, l'ispirazione venne dal nome del sistema di trazione integrale utilizzato da Jeep, chiamato Quadra-trac. Inizialmente soltanto la lettera q minuscola venne depositata, ma ben presto venne coperta da copyright l'intera parola quattro, scritta tutta minuscola (iniziale compresa).
Confortata dal successo della coupé e concordemente al piano industriale promosso da Piech, già nel novembre del 1982 Audi rese disponibile la trazione integrale sulla 80 e l'anno successivo fu la volta della 100 e della 200. Tutte erano identificate con il marchio quattro come suffisso dopo il nome del modello. A partire da allora Audi optò per fornire gran parte della gamma con questa configurazione e ne fece una propria peculiarità tecnica, oltre che commerciale. Con l'utilizzo del marchio quattro in luogo dei più diffusi 4x4 o 4WD (four wheeldrive) si diffuse rapidamente anche fra gli altri costruttori la tendenza ad identificare il proprio sistema di trazione integrale con un nome specifico. All'interno del gruppo Volkswagen soltanto Audi ha utilizzato questo logo (VW, per esempio ha usato Syncro prima e 4motion in seguito). In seguito alla diffusione del logo quattro su tutti i modelli Audi dotati di trazione integrale e per distinguerla da essi, la coupé originale viene oggi comunemente soprannominata ur-quattro (ur, in lingua tedesca significa primordiale, originale).
Nell'ottobre del 1983 Audi fondò a Neckarsulm, nei pressi di Stoccarda, una divisione chiamata quattro GmbH, società che si occupa della progettazione, sviluppo e costruzione delle versioni più sportive della gamma Audi, come i modelli R ed RS, oltre che di accessori e prodotti per il merchandising. Il complesso di 3500 m² è situato nell'area in cui sorgeva lo stabilimento della defunta NSU Motorenwerke AG, oggi conosciuto come Audi's aluminium plant. A fine 2016 la società è stata rinominata in Audi Sport GmbH.

## Concept car

### Audi quattro Concept

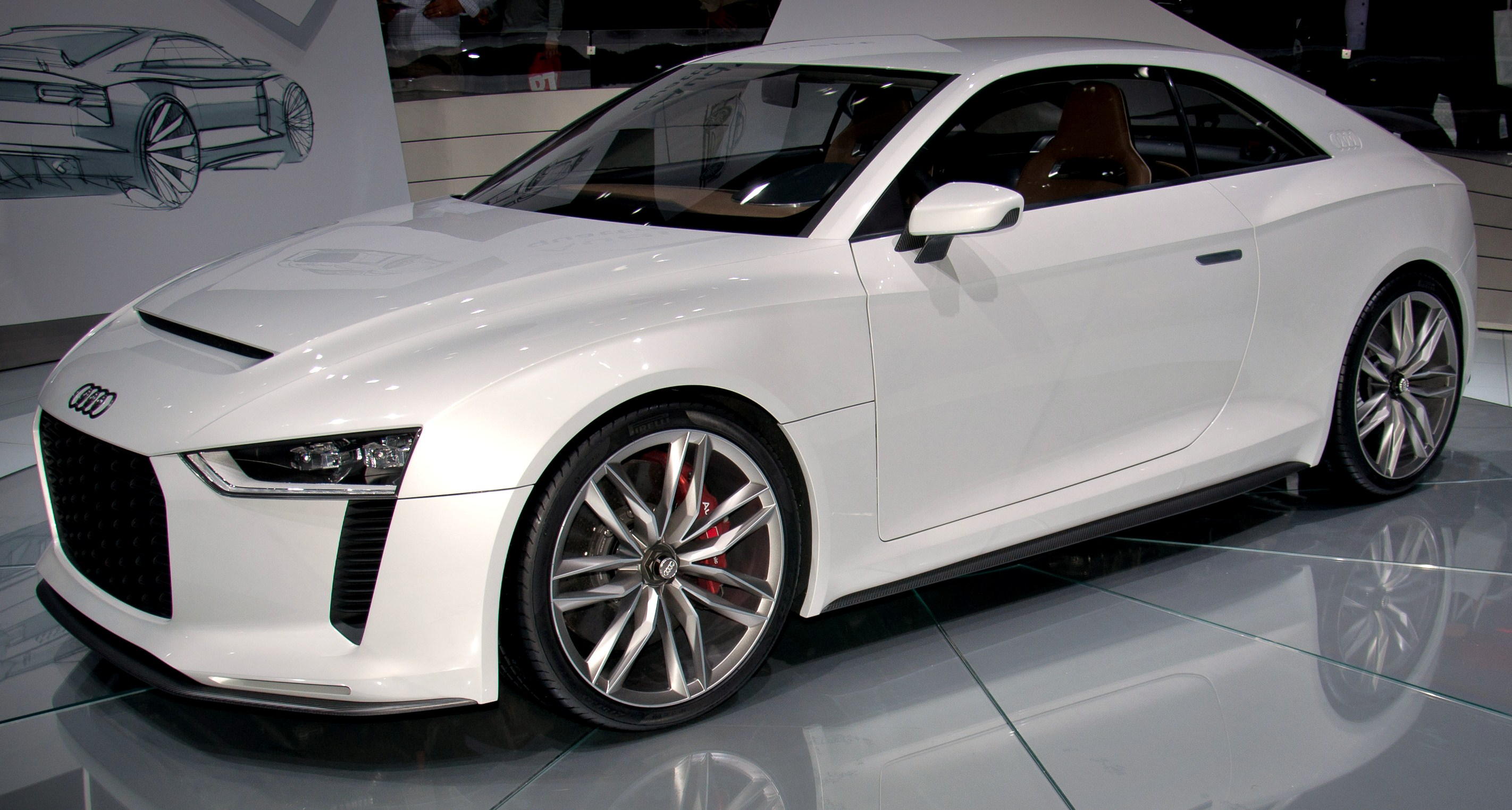
Audi quattro Concept al Salone di Parigi del 2010

Per celebrare il 30º anniversario della quattro, Audi presentò al Salone di Parigi del 2010 la Audi quattro concept, una concept car costruita sulla piattaforma della RS5. Mossa da un motore cinque cilindri TFSI da 2,5 litri e 402 CV (300 kW) di potenza, era dotata di cambio manuale a sei rapporti e della sesta generazione della trazione integrale quattro. Diversamente dall'auto a cui si ispirava, era dotata solamente di due posti. Della vettura fu prevista una piccola produzione di serie (200-500 esemplari) ma il progetto fu soppresso nel 2012 e la Quattro Concept rimase allo stadio di prototipo.

### Sport quattro Concept
Un'operazione analoga fu compiuta nel 2013 al Salone di Francoforte con la presentazione della Audi Sport quattro Concept, show car dotata di meccanica ibrida e realizzato per festeggiare l'anniversario della Sport quattro. Un secondo esemplare di quest'auto, denominato Laserlight concept, fu esposto al CEV di Las Vegas (il salone dell'elettronica di consumo) nel 2015 per mostrare un nuovo sistema di illuminazione stradale basato su diodi laser.

## Attività sportiva
La quattro fu concepita principalmente per il mondiale rally, anche se partecipò anche ad alcune altre manifestazioni. Già il suo debutto assoluto avvenne nel 1980, dapprima come vettura sperimentale per le attività sportive ufficiali ed in seguito, sempre nel corso del 1980, nel Janner Rally in Austria. 

### Le prime Audiquattro
Il suo debutto nel mondiale rally si ebbe invece nel gennaio 1981 al Rally di Montecarlo, con Hannu Mikkola e Michèle Mouton come piloti. Purtroppo, il debutto non fu dei migliori per gli equipaggi Mikkola/Hertz e Mouton/Pons, a causa di guasti e malfunzionamenti alle vetture da essi pilotate. Andò meglio alla gara successiva, in Svezia, dove Mikkola trionfò davanti alle due Ford Escort di Vatanen e Airikkala. In totale le quattro di Mikkola e Mouton disputarono 8 delle 12 gare previste. Basata in gran parte sulla versione stradale, la vettura da gara disponeva di un motore in grado di erogare circa 304 CV fra i 4000 ed i 7500 giri/min. Complessivamente, nel 1981 la quattro conquistò tre vittorie ed a fine stagione i due piloti si classificarono rispettivamente terzo ed ottava. Con la vittoria al Rallye di Sanremo, Michèle Mouton divenne la prima ed unica donna a vincere una prova del campionato mondiale. La Audi conquistò soltanto il quinto posto, anche a causa del fatto che il Rally di Svezia, dove Mikkola vinse, non assegnava punti per il campionato costruttori. Michèle Mouton fece coppia fra l'altro con una navigatrice torinese, Fabrizia Pons, coppia riconfermata per l'anno seguente, sempre su Audi quattro. Per questo, la Mouton non fu solo la prima donna a vincere una tappa del mondiale rally, ma fece anche parte di un equipaggio tutto femminile.
Nel 1982 Audi schierò tre auto con al volante Mouton, Mikkola e Stig Blomqvist. Le quattro utilizzate nel 1982 furono per l'ultima volta omologate in Gruppo 4: l'anno successivo sarebbero infatti entrate a far parte delle gruppo B, che proprio in quel 1982 aveva debuttato in affiancamento al gruppo 4 stesso. Le Audi quattro preparate per il mondiale rally 1982 montavano un motore con monoblocco in lega di alluminio, erano state sottoposte ad una sostanziosa cura dimagrante ed erogavano potenze massime comprese fra i 320 e i 340 CV. I tre piloti conclusero la stagione rispettivamente seconda, terzo e quarto (battuti dalla Opel di Walter Röhrl), ma grazie alle sette vittorie complessive l'Audi si aggiudicò il campionato marche. 

#### Campionato del mondo rally
- - 1 Campionato del mondo marche (1982)

#### Vittorie nel mondiale
| #  | Anno | Rally                                 | Superficie       | Pilota         | Co-pilota       |
| -- | ---- | ------------------------------------- | ---------------- | -------------- | --------------- |
| 1  | 1981 | 31st International Swedish Rally      | Neve/Ghiaccio    | Hannu Mikkola  | Arne Hertz      |
| 2  | 1981 | 23º Rallye Sanremo                    | Sterrato/Asfalto | Michèle Mouton | Fabrizia Pons   |
| 3  | 1981 | 30nd Lombard RAC Rally                | Sterrato         | Hannu Mikkola  | Arne Hertz      |
| 4  | 1982 | 32st International Swedish Rally      | Neve/Ghiaccio    | Stig Blomqvist | Björn Cederberg |
| 5  | 1982 | 15º Rallye de Portugal Vinho do Porto | Sterrato/Asfalto | Michèle Mouton | Fabrizia Pons   |
| 6  | 1982 | 29st Acropolis Rally                  | Sterrato         | Michèle Mouton | Fabrizia Pons   |
| 7  | 1982 | 4º Marlboro Rallye do Brasil          | Sterrato         | Michèle Mouton | Fabrizia Pons   |
| 8  | 1982 | 32nd 1000 Lakes Rally                 | Sterrato         | Hannu Mikkola  | Arne Hertz      |
| 9  | 1982 | 24º Rallye Sanremo                    | Sterrato/Asfalto | Stig Blomqvist | Björn Cederberg |
| 10 | 1982 | 31nd Lombard RAC Rally                | Sterrato/Asfalto | Hannu Mikkola  | Arne Hertz      |

### Audi quattro A1

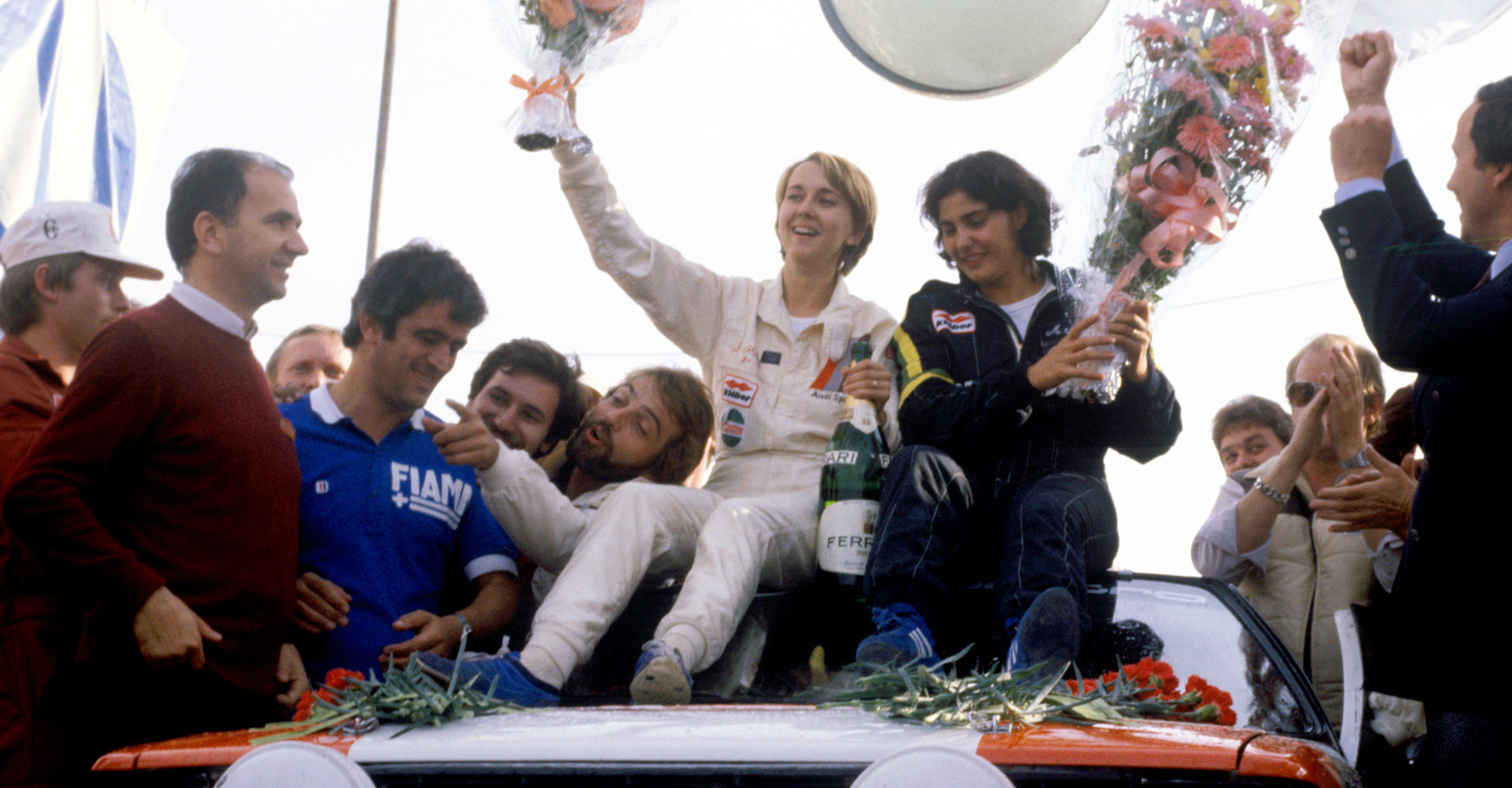
Fabrizia Pons e Michèle Mouton festeggiano la vittoria al rally di Sanremo nel 1981 al volante di un'Audi quattro

Con l'ingresso del nuovo regolamento tecnico, nel 1983 Audi iscrisse la quattro nel nuovo gruppo B, dando luogo alla quattro A1: per esigenze omologative, l'Audi quattro venne ridotta di cilindrata da 2144 a 2109 cm³ grazie all'adozione di un albero motore dalle manovelle leggermente più corte. Il motore subì inoltre ulteriori rivisitazioni, cosicché la potenza crebbe di circa 20 CV di potenza, le auto giovarono di passaruota più larghi e differenti rapporti del cambio. In alcune gare venne inoltre introdotto uno spoiler posteriore maggiorato in cui era inserito il radiatore dell'olio.
I piloti erano Mikkola e Mouton: Stig Blomqvist gareggiò sempre per l'Audi, ma al volante di un'Audi 80 quattro debitamente preparata. La quattro A1 disputò solamente le prime quattro gare prima di essere sostituita dalla quattro A2, ma riuscì a vincerne due (entrambe ad opera di Hannu Mikkola). In una di queste due gare, ossia il Rally di Portogallo, Michèle Mouton si classificò invece al secondo posto.

#### Campionato del mondo rally
- - 1 Campionato del mondo piloti con Hannu Mikkola (1983)

#### Vittorie nel mondiale
| # | Anno | Rally                                 | Superficie       | Pilota        | Co-pilota  |
| - | ---- | ------------------------------------- | ---------------- | ------------- | ---------- |
| 1 | 1983 | 33rd International Swedish Rally      | Neve             | Hannu Mikkola | Arne Hertz |
| 2 | 1983 | 17º Rallye de Portugal Vinho do Porto | Sterrato/Asfalto | Hannu Mikkola | Arne Hertz |

### Audi quattro A2
Nella 5ª gara della stagione 1983 la A1 venne definitivamente rimpiazzata dalla seconda evoluzione della quattro da rally, la A2. Esteriormente riconoscibile solo per l'aggiunta di prese d'aria di raffreddamento per i freni (poste su entrambi i lati fra la porta ed il passaruota posteriore). Soprattutto però, il motore cinque cilindri in linea adottava un nuovo blocco in alluminio con cilindrata portata a 2135 cm³. La cubatura originale di 2144 cm³ infatti, moltiplicata per il 1,4 (come previsto dal regolamento tecnico come fattore di equivalenza fra motori sovralimentati e aspirati) si traduceva in una cilindrata superiore ai 3 litri, fatto che comportava un peso minimo di 1005 kg. Al debutto nel 1981 ciò non rappresentò un problema poiché l'auto, all'inizio dello sviluppo, non avrebbe raggiunto tale soglia. Con l'introduzione del gruppo B tuttavia il peso minimo fu innalzato a 1100 kg. Grazie a tale stratagemma (ottenuto tramite una riduzione dell'alesaggio da 86,4 a 85,5 mm), la cilindrata equivalente della quattro fu portata sotto i 3000 cm³, categoria in cui il peso minimo era di 960 kg. Pur non essendoci dati ufficiali, il peso della A2 era probabilmente inferiore alla tonnellata, anche se alcune fonti dichiarano la sua massa come compresa fra i 1.000 ed i 1.100 kg a seconda della gara. Le prestazioni del motore salirono a livelli compresi fra i 360 ed i 400 CV.
Per al versione A2, vennero confermati Mikkola e Mouton, mentre Blomqvist tornò anch'esso al volante di una quattro. Le A2 furono schierate per la prima volta al Tour de Corse del 1983 ma nessuna raggiunse il traguardo. Ciò nonostante nel prosieguo della stagione Mikkola trionfò in altri due rally (oltre quelli già conquistati ad inizio anno con la A1) e divenne campione del mondo. Il campionato marche fu invece ad appannaggio di Lancia, con Audi sconfitta per appena 2 punti.
Nel 1984 la squadra Audi affiancò ai propri piloti anche Walter Röhrl (schierando così ben quattro auto ufficiali) e conquistò otto prove, imponendosi sia nel mondiale piloti (con Stig Blomqvist) che in quello costruttori. Anche se uno degli otto successi fu ottenuto da Blomqvist al volante della nuova Sport quattro, che aveva progressivamente rimpiazzato la A2 durante la stagione, tutti i punti conquistati nella classifica costruttori furono conseguiti dalla A2 poiché tale prova era valida solo per il campionato piloti. Fu l'ultimo anno di gare per la quattro a passo lungo che la stagione successiva venne dismessa in favore della Sport quattro.

#### Campionato del mondo rally
- 1 Campionato del mondo marche (1984)
- 2 Campionati del mondo piloti (Hannu Mikkola nel 1983 e Stig Blomqvist nel 1984)

#### Vittorie nel mondiale
| # | Anno | Rally                                  | Superficie   | Pilota         | Co-pilota             |
| - | ---- | -------------------------------------- | ------------ | -------------- | --------------------- |
| 1 | 1983 | 3º Marlboro Rally Argentina            | Sterrato     | Hannu Mikkola  | Arne Hertz            |
| 2 | 1983 | 33° 1000 Lakes Rally                   | Sterrato     | Hannu Mikkola  | Arne Hertz            |
| 3 | 1983 | 32nd Lombard RAC Rally                 | Sterrato     | Stig Blomqvist | Björn Cederberg       |
| 4 | 1984 | 52ème Rallye Automobile de Monte-Carlo | Neve/Asfalto | Walter Röhrl   | Christian Geistdörfer |
| 5 | 1984 | 34th International Swedish Rally       | Neve         | Stig Blomqvist | Björn Cederberg       |
| 6 | 1984 | 17º Rallye de Portugal Vinho do Porto  | Sterrato     | Hannu Mikkola  | Arne Hertz            |
| 7 | 1984 | 31st Acropolis Rally                   | Sterrato     | Stig Blomqvist | Björn Cederberg       |
| 8 | 1984 | 14th Sanyo Rally of New Zealand        | Sterrato     | Stig Blomqvist | Björn Cederberg       |
| 9 | 1984 | 4º Marlboro Rally Argentina            | Sterrato     | Stig Blomqvist | Björn Cederberg       |

## Sport quattro

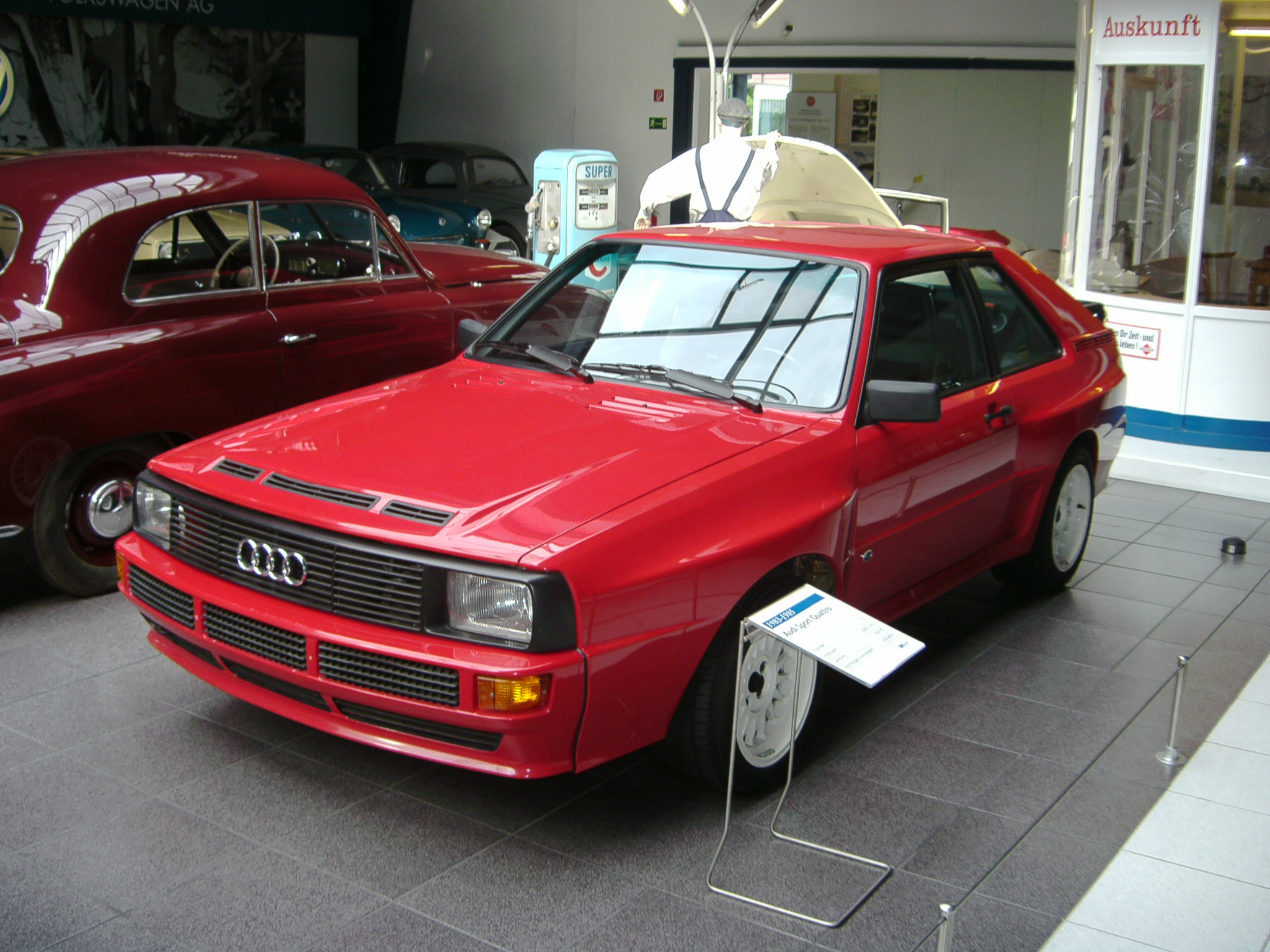
Audi Sport Quattro

Per far fronte all'aumentata competitività degli avversari, che a loro volta avevano schierato vetture a quattro ruote motrici per rispondere al dominio Audi nei rally (su tutte la Peugeot 205 T16), nel 1984 la casa di Ingolstadt presentò la Sport quattro. Rispetto alla sua progenitrice aveva un passo accorciato di ben 32 cm e la carrozzeria era realizzata, sempre presso la Baur, in materiale composito. Adottava una evoluzione del il motore 5 cilindri a quattro valvole per cilindro, con monoblocco in alluminio, distribuzione bialbero anziché monoalbero e cilindrata ridotta a 2133 cm³ per esigenze regolamentari. Molto più performante delle precedenti motori, già nella versione omologata era in grado di erogare 306 CV. La Sport quattro non sostituì la quattro a passo lungo, poiché a differenza della seconda fu concepita esclusivamente per essere destinata alle competizioni. La produzione della Sport terminò infatti nel 1986, mentre la quattro fu ritirata dal mercato soltanto cinque anni dopo. Ne vennero realizzate appena 224, poco più di quante necessarie per l'iscrizione al campionato mondiale Rally.